# Батир-ата
Бати́р-ата́ (каз. Батыр ата) — село у складі Ордабасинського району Туркестанської області Казахстану. Входить до складу Карааспанського сільського округу.
У радянські часи село називалось Караспан.
Населення — 2555 осіб (2021; 1182 у 2009, 1266 у 1999, 608 у 1989).